# Píndaro de Carvalho Rodrigues
Píndaro de Carvalho Rodrigues (São Paulo, 1892. június 1. - Rio de Janeiro, 1965. augusztus 30.) brazil labdarúgóhátvéd, edző.